# Frida Schuhmacher
Pour les articles homonymes, voir Schuhmacher.
Frida Hermine Schuhmacher, née Frida Hermine Spachmann le 22 avril 1892 à Heilbronn et morte le 23 août 1964 dans la même ville, est une romancière allemande.

## Biographie
Elle est enseignante dans le quartier de Neckargartach (de) de sa ville natale, avant d'épouser le professeur Hermann Schuhmacher. Elle est l'autrice de récits pour l'enfance et la jeunesse et de poèmes.

## Œuvres
- Klein-Ulli, Stuttgart, 1925
- Lotte, Stuttgart, 1926
- Hans Siebenreich, Stuttgart, 1928
- Auf dem Sonnenbühl, Berlin, 1930
- Die Sägmüllersbuben und ihre Freundin Erika, Stuttgart, 1933
- Suse und ihr Kläff, Stuttgart, 1933
- Solange die Türme von Nürnberg stehen…, Stuttgart, 1936
- Aus Spiel wird Ernst, Stuttgart, 1937
- Der Weidenkönig, Reutlingen, 1937
- Leder, Pech und Schuh - ewig Lied dazu, Stuttgart 1938
- Emse Huckepack, Stuttgart-Sillenbuch, 1954
- Unter gleichem Stern, Stuttgart-Sillenbuch, 1954
- Findest du das rechte Wort…, Stuttgart, 1956[3]

## Hommage
- La ville de Heilbronn a donné son nom à une rue[4].